# Universal Republic Records
Republic Records este o casă de discuri americană deținută de Universal Music Group (UMG). Cu sediul în New York City, a fost fondat de Avery Lipman și Monte Lipman ca o casă independentă în 1995, și a fost achiziționată de UMG în 2000. Republic a fost inițial o amprentă a Universal Motown Republic Group, și a fost redenumită Universal Republic Records după o reorganizare în 2006 înainte să revină la numele său original în 2012.

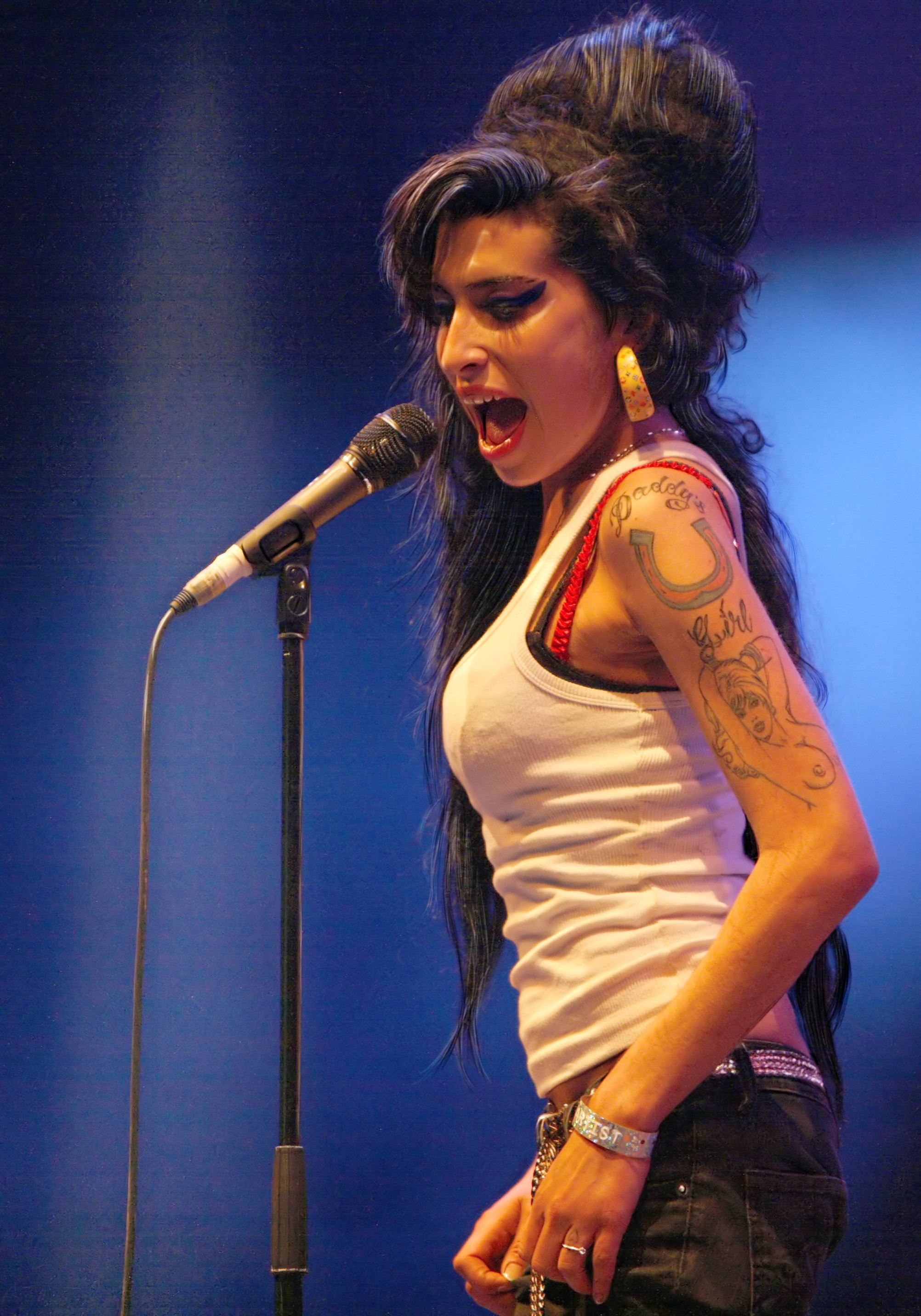
Cântăreața britanică Amy Winehouse a fost unul dintre cei mai de succes muzicieni aflați sub contract cu Universal Republic.

Compania este responsabilă pentru promovarea unor interpreți preponderent pop-rock precum Colbie Caillat, Jessie J, Taylor Swift sau Amy Winehouse.